# Theodor Kleinschmidt
Pour les articles homonymes, voir Kleinschmidt.
Theodor Kleinschmidt était un commerçant, un explorateur et un naturaliste prussien, né le 6 mars 1834 à Wolfhagen, mort le 10 avril 1881 sur l'île d'Utuan dans l'Archipel Bismarck.

## Biographie
Il suit des études de commerce et se rend aux États-Unis d'Amérique en 1843. Il se lance dans les affaires à Saint Louis (Missouri) mais il fait faillite et doit partir pour l’Australie puis dans les Fidji notamment pour fuir ses créanciers.
Mais son commerce auprès des indigènes n’est pas brillant, notamment à cause de la crise économique de 1874. Le Muséum Godeffroy de Hambourg lui offre alors une nouvelle chance : l’institution le charge de récolter des spécimens d’histoire naturelle, faune et flore, pour son compte dans les îles Salomon et aux Nouvelles-Hébrides, territoires largement inexplorés jusqu’alors. Il est assassiné par des indigènes en 1881.
Il était l’oncle du prêtre et ornithologue Otto Kleinschmidt (1870-1954).